# فاسيلي ديمتريوس
فاسيلي ديمتريوس (بالرومانية: Vasile Demetrius)‏ هو مترجم وشاعر روماني، ولد في 1 أكتوبر 1878، وتوفي في 15 مارس 1942.